# بوسکی سانت‌آنا
بوسکی سانت‌آنا (به ایتالیایی: Boschi Sant'Anna) یک کومونه در ایتالیا است که در استان ورونا واقع شده‌است.

## خصوصیات
بوسکی سانت‌آنا ۸٫۹۷ کیلومترمربع مساحت و ۱٬۳۴۶ نفر جمعیت دارد و ۱۰ متر بالاتر از سطح دریا واقع شده‌است.